# Robert Harte
Robert 'Rob' Harte es un abogado neozelandés, antiguo actor y personalidad de la televisión. Harte es conocido sobre todo por su trabajo como presentador del programa de televisión neozelandés My House, My Castle (Mi casa, mi castillo) desde 1999 hasta 2009. Harte también interpretó a Ryan Birch en Shortland Street, padre de Minnie Crozier en 1995 hasta 1997. Actualmente reside en Whangārei, Nueva Zelanda, donde trabaja como abogado en su propio bufete, Rob Harte, Lawyer.

## Carrera
Tras licenciarse en Derecho por la Universidad de Otago, Robert Harte inició su carrera jurídica en 1989. Su primera práctica en el campo estaba en Blenheim, Nueva Zelanda para luego Whangārei.
Harte comenzó su carrera como actor en 1995 con su papel de Dax en la serie de televisión Hercules: The Legendary Journeys.Más tarde apareció en Shortland Street, interpretando el papel de Ryan Birch desde 1995 hasta 1996. Durante este tiempo apareció en Xena: Warrior Princess, donde interpretó tres papeles en la serie, Goewin, Maphias y Ugly Ruffian.Harte estuvo en la serie de televisión hasta 1997.
En 1999 empezó a presentar la serie My House, My Castle (Mi casa, mi castillo). La serie se emitió hasta 2009.
Desde My House, My Castle, Harte no ha aparecido en ningún programa de televisión, pero sigue ejerciendo como abogado en Whangārei.

## Vida privada
Robert Harte reside y vive en Whangārei, Nueva Zelanda.